# Ricardoestesia
Ricardoestesia là một chi khủng long, được P. Currie Rigby & R. E. Sloan mô tả khoa học năm 1990.